# سیارک ۲۲۵۳۱
سیارک ۲۲۵۳۱ (به انگلیسی: 22531 Davidkelley، نامگذاری:1998FN43) بیست و دو هزار و پانصد و سی و یکمین سیارک کشف شده‌است که در ۲۰ مارس ۱۹۹۸ کشف شد.
قدر مطلق سیارک برابر ۱۲.۹ است.